# کویر (هوراند)
کویر یکی از روستاهای استان آذربایجان شرقی است که در دهستان چهاردانگه بخش مرکزی شهرستان هوراند  واقع شده‌است. این روستا ۳۵۷ نفر جمعیت دارد.